# Pollimyrus nigricans
Pollimyrus nigricans är en fiskart som först beskrevs av Boulenger, 1906.  Pollimyrus nigricans ingår i släktet Pollimyrus och familjen Mormyridae. IUCN kategoriserar arten globalt som livskraftig. Inga underarter finns listade i Catalogue of Life.